# William Duppa Crotch
William Duppa Crotch (ur. 1843 lub 1844, zm. 25 sierpnia 1903 w Asgard w Richmond) – brytyjski (angielski) entomolog i teriolog.
Był synem pastora W.R. Crotcha, wnukiem kompozytora Williama Crotcha i młodszym bratem entomologa, George’a Roberta Crotcha. Jego ojciec pełnił posługę w Cambridge. Studiował medycynę. Miał tytuł magistra. Badał chrząszcze, motyle i pluskwiaki. Pierwszy artykuł opublikował w 1858 roku w Zoologist. Często publikował na łamach Entomologist's Weekly Intelligencer. Od młodości uczestniczył w wyprawach entomologicznych wraz ze swoim bratem. W 1864 roku odbyli wyprawę na Wyspy Kanaryjskie. Odłowił tam 44 niewykazywane wcześniej gatunki. Dwa lata później podczas kolejnej wyprawy wykazali z tych wysp z bratem 77 nowych gatunków. Po ślubie ze Szwedką wyjechał do Skandynawii. Prowadził tam badania nad migracjami lemingów norweskich.